# 黄腹彩龟
黄腹彩龟（学名：Trachemys scripta scripta），也叫密西西比黄耳龟，是一种水陆两栖龟类，属泽龟科彩龟属，也是彩龟的指名亚种，分布于美国东南部，尤其集中于佛罗里达州及弗吉尼亚州东南部，是当地最常见的水龟。在水流缓慢的河流、泛滥平原沼泽、池塘及季节性湿地都有其踪迹。
红耳彩龟及坎伯兰彩龟是其同种近亲。